# Eugenia ledophylla
Eugenia ledophylla är en myrtenväxtart som först beskrevs av Paul Carpenter Standley, och fick sitt nu gällande namn av Mcvaugh. Eugenia ledophylla ingår i släktet Eugenia och familjen myrtenväxter. Inga underarter finns listade i Catalogue of Life.